# ロマンスカー (村下孝蔵の曲)
「ロマンスカー」は、村下孝蔵の楽曲。1992年11月21日にSony Recordsよりシングルが発売された。

## 解説
村下のデビュー13年目、21枚目のシングルとして発売された。また、同日発売のアルバム『名もない星』の1曲目にも収録された。村下が期待するほどは売れなかった。
プロデューサーの須藤晃によれば、村下が一番好きな曲であったという。葬儀においても出棺の際にこの曲を流した。

## 収録曲
- 全曲、作詞・作曲:村下孝蔵／編曲:水谷公生

1. ロマンスカー
2. ピンボール

## カバー
- 町支寛二（2006年） - アルバム『絵日記と紙芝居〜村下孝蔵トリビュートアルバム〜』